# Elezioni parlamentari in Israele del 1949
Le elezioni parlamentari in Israele del 1949 si tennero il 25 gennaio per l'elezione dell'Assemblea costituente.
Prime elezioni nel neo-costituito stato, videro la partecipazione dell'85,8% dell'elettorato.
Due giorni dopo l'insediamento, i costituenti decisero di cambiare il nome dell'Assemblea in Knesset ( Ebraico כנסת, ossia Assemblea); lAssemblea sarebbe stata successivamente nota col nome di Prima Knesset.

## Risultati
| Mapai                                | 155 274 | 35,72 | 46  |  |  |  |
| Mapam                                | 64 018  | 14,73 | 19  |  |  |  |
| Fronte Religioso Unito               | 52 982  | 12,19 | 16  |  |  |  |
| Herut                                | 49 782  | 11,45 | 14  |  |  |  |
| Sionisti Generali                    | 22 661  | 5,21  | 7   |  |  |  |
| Partito Progressista                 | 17 786  | 4,09  | 5   |  |  |  |
| Comunità Sefardite e Orientali       | 15 287  | 3,52  | 4   |  |  |  |
| Maki                                 | 15 148  | 3,48  | 4   |  |  |  |
| Lista Democratica di Nazareth        | 7 387   | 1,70  | 2   |  |  |  |
| Lista dei Combattenti                | 5 363   | 1,23  | 1   |  |  |  |
| WIZO                                 | 5 173   | 1,19  | 1   |  |  |  |
| Associazione Yemenita                | 4 399   | 1,01  | 1   |  |  |  |
| Blocco dei Lavoratori                | 3 214   | 0,74  | –   |  |  |  |
| Hatzohar                             | 2 892   | 0,67  | –   |  |  |  |
| Lista Haredi                         | 2 835   | 0,65  | –   |  |  |  |
| Blocco Arabo Popolare                | 2 812   | 0,65  | –   |  |  |  |
| Donne Lavoratrici e Religiose        | 2 796   | 0,64  | –   |  |  |  |
| Lista Yitzhak Gruenbaum              | 2 514   | 0,58  | –   |  |  |  |
| Lista Unita dei Lavoratori Religiosi | 1 280   | 0,29  | –   |  |  |  |
| Per Gerusalemme                      | 842     | 0,19  | –   |  |  |  |
| Lista Giudaismo Tradizionale         | 239     | 0,05  | –   |  |  |  |
| Totale                               | 434 684 | 100   | 120 |  |  |  |
|                                      |         |       |     |  |  |  |
| Voti non validi                      | 5 411   | 1,23  |     |  |  |  |
| Votanti                              | 440 095 | 86,88 |     |  |  |  |
| Elettori                             | 506 567 |       |     |  |  |  |

## La Prima Knesset

### Primo governo
Il primo governo fu costituito da David Ben Gurion l'8 marzo 1949. Il suo partito, il Mapai, formò una coalizione col Fronte Regiioso Unito, col Partito Progressista, coi Sephardim e Comunità orientali e con la Lista Democratica di Nazareth. Esso comprendeva 12 ministeri. Yosef Sprinzak del Mapai fu eletto suo Portavoce.
La tendenza all'instabilità politica in Israele iniziò allorché Ben-Gurion si dimise il 15 ottobre 1950 per divergenze col Fronte Religioso Unito in materia d'istruzione pubblica dei campi dei nuovi immigranti e sul sistema d'educazione religiosa da impartire, come pure a causa della richiesta di chiusura del Ministero dei Rifornimenti e del Razionamento e della nomina di un uomo d'affari a Ministro del Commercio e dell'Industria.

### Secondo governo
Ben Gurion formò un secondo Gabinetto il 1º novembre 1950 con gli stessi partner della precedente compagine governativa, sebbene vi fosse un piccolo rimpasto, dovuto a David Remez che fu spostato dal ministero dei Trasporti a quello dell'Istruzione, rimpiazzando Zalman Shazar (che fu lasciato fuori dal nuovo Gabinetto), mentre Dov Yosef rimpiazzò Remez come ministro dei Trasporti. Ya'akov Geri fu nominato ministro del Commercio e dell'Industria, malgrado non fosse membro della Knesset. Vi fu anche un nuovo vice-ministro ai Trasporti.
La legislatura terminò quando furono indette nuove elezioni legislative per il 1951, allorché il governo si dimise il 14 febbraio 1951, dopo che la Knesset respinse le proposte del ministero dell'Istruzione e della Cultura in materia di registrazione scolare.